# Чемпионат Японии по регби
Топ-лига (яп. トップリーグ, англ. Top League) — высший дивизион чемпионата Японии по регби. Лига создана и управляется Японским регбийным союзом. В первом сезоне, прошедшем в 2003—2004 годах, в турнире принимали участие 12 клубов. Начиная с сезона 2006/07 число участников увеличено до 14. На тот момент именно столько команд соревновалось в чемпионате Южного полушария Супер 14 и чемпионате Франции Топ 14.
Автором концепции чемпионата стал Хироаки Сюкудзава, видевший необходимость в развитии внутреннего чемпионата для улучшения результатов сборной на международной арене. В лиге играли многие известные профессиональные регбисты, в том числе Тони Браун и Джордж Греган. В 2010-х годах высшая лига чемпионата Японии стала одной из самых привлекательных в мире с точки зрения заработка игроков. В 2012 году Жак Фурье, южноафриканский регбист из команды «Кобе Стил Кобелко Стилерз», стал, по некоторым сведениям, самым высокооплачиваемым регбистом мира.

## История развития
- В сезоне 2006/07 число участников лиги было увеличено до 14.
- В сезоне 2007/08 была введена система исчисления времени, независимая от главного арбитра матча.
- В сезоне 2008/09 было введено новое правило, согласно которому команда может выпустить на поле не более трёх иностранцев одновременно. Кроме того, ещё один, четвёртый игрок неяпонского происхождения может появиться в игре в том случае, если он представляет один из азиатских регбийных союзов.
- В сезоне 2009/10 правило в отношении легионеров было дополнено: отныне один из трёх иностранцев, выпускаемых на поле, должен обладать правом сыграть в будущем за сборную Японии. В том же сезоне в кубке Майкрософт будет запущена экспериментальная программа визуальной поддержки решений арбитра.

## Участники
В сезоне 2017/18 в турнире принимают участие 16 клубов.
| Команда                     | Город       |
| --------------------------- | ----------- |
| «Кинтэцу Лайнерс»           | Хигасиосака |
| «Кобе Стил Кобелко Стилерз» | Кобе        |
| «Кока-Кола Ред Спаркс»      | Фукуока     |
| «Кубота Спирс»              | Абико       |
| «Кэнон Иглз»                | Матида      |
| «Мунаката Саникс Блюз»      | Фукуока     |
| «НЕК Грин Рокетс»           | Абико       |
| «НТТ Докомо Ред Харрикейнз» | Осака       |
| «НТТ Шайнинг Аркс»          | Тиба        |
| «Панасоник Уайлд Найтс»     | Ота         |
| «Рико Блэк Рэмс»            | Токио       |
| «Сантори Санголиат»         | Футю        |
| «Тойота Верблиц»            | Тоёта       |
| «Тойота Индастриз Шаттлз»   | Айти, Токай |
| «Тосиба Брэйв Лупус»        | Футю        |
| «Ямаха Жубилу»              | Ивата       |

## Чемпионы
| Сезон   | Чемпион                     |
| ------- | --------------------------- |
| 2003/04 | «Кобе Стил Кобелко Стилерз» |
| 2004/05 | «Тосиба Брэйв Лупус»        |
| 2005/06 | «Тосиба Брэйв Лупус»        |
| 2006/07 | «Тосиба Брэйв Лупус»        |
| 2007/08 | «Сантори Санголиат»         |
| 2008/09 | «Тосиба Брэйв Лупус»        |
| 2009/10 | «Тосиба Брэйв Лупус»        |
| 2010/11 | «Санъё Уайлд Найтс»         |
| 2011/12 | «Сантори Санголиат»         |
| 2012/13 | «Сантори Санголиат»         |
| 2013/14 | «Панасоник Уайлд Найтс»     |
| 2014/15 | «Панасоник Уайлд Найтс»     |
| 2015/16 | «Панасоник Уайлд Найтс»     |
| 2016/17 | «Сантори Санголиат»         |
| 2017/18 | «Сантори Санголиат»         |

## Известные зарубежные игроки
| - Джордж Греган - Нэтан Грей - Марк Джеррард - Тоутаи Кефу - Мэтт Кокбэйн - Стивен Ларкем - Джо Рофф - Крэйг Уинг - Джеймс Хаскелл - Колин Юкс | - Тони Браун - Рико Гир - Леон Макдоналд - Ма’а Нону - Глен Осборн - Рубен Торн - Сонни Билл Уильямс - Семо Ситити - Тодд Клевер - Майк Эркус | - Хэйл Ти-Поул - Сионе Ту’ипулоту - Пьер Хола - Шейн Уильямс - Марика Вунибака - Келе Леавере - Жако ван дер Вестюйзен - Тинус Делпорт - Жак Фурье |